# Ruta 10 (Uruguay)
La ruta 10 es una de las rutas nacionales de Uruguay. Atraviesa los departamentos de Canelones, Maldonado y Rocha y se caracteriza por tratarse de una carretera que bordea la costa de dichos departamentos.
Por ley 15497 del 9 de diciembre de 1983 se designó a esta ruta con el nombre de Juan Díaz de Solís en honor al navegante español.

## Características
Es estrecha, no siempre bien pavimentada ni señalizada, y a 2015, se interrumpe abruptamente hacia el noreste a la altura de la Laguna de Rocha, por motivos principalmente ecológicos y hacia el suroeste por la rambla Antonio Williman en Punta del Este, para continuar en una parte de Canelones. En su recorrido ofrece panorámicas de campo, palmares, humedales y playas.

## Recorrido

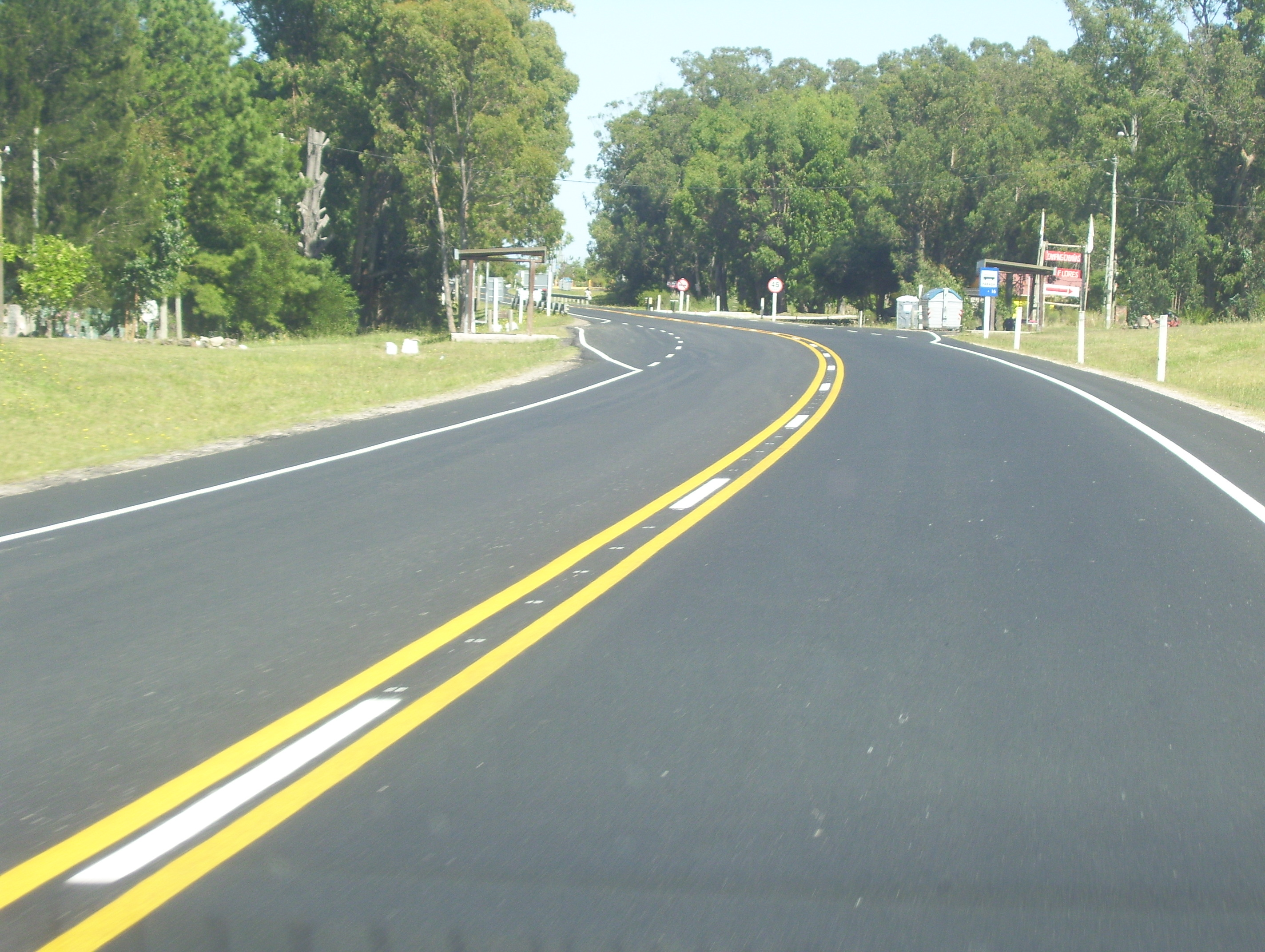
Ruta 10 a la altura del balneario Las Flores.

Se trata de una carretera con recorrido discontinuado.

### Departamento de Canelones
En este departamento el trazado de la ruta 10 se corresponde con la Rambla Costanera de Ciudad de la Costa, siendo ésta a su vez la continuación de la Rambla de Montevideo. Este tramo llega hasta la Avenida Panamé en El Pinar.
Otro tramo dentro de este departamento atraviesa los balnearios de Neptunia, Pinamar, Salinas y Marindia. Este tramo comienza en la ruta Interbalnearia a la altura del Peaje Pando y sirve de acceso al balneario conocido como Remanso de Neptunia, atraviesa el arroyo Tropa Vieja e ingresa a Pinamar, para luego acercarse a la costa y convertirse en rambla hasta llegar a la Avenida Julieta en Salinas, culminando este tramo en la avenida De las Sierras en Marindia.

### Departamento de Maldonado
En este departamento la ruta comienza en el balneario Solís, en la calle Sauce, si bien existe una conexión con la ruta Interbalnearia a través de esta calle y Avenida Barreira. Desde este balneario la carretera bordea la costa atravesando los balnearios Bella Vista, Las Flores, Playa Verde, Playa Hermosa, Playa Grande y se convierte en la Rambla de los Argentinos al llegar a Piriápolis. Desde la rotonda de este balneario sigue al este como Avenida Piria y luego como Rambla de los Ingleses hasta llegar a la playa San Francisco donde finaliza este tramo.
El siguiente tramo comienza en Solanas como continuación de la ruta 93 y coincide su trazado con la ruta Interbalnearia hasta la Laguna del Diario. Desde allí la ruta 10 se transforma en la Rambla Claudio Wiliman al ingresar a la zona de Punta del Este y bordea la conocida y extensa Playa Mansa. Luego bordea la península como Rambla Artigas y, continúa al este como Rambla Lorenzo Batlle Pacheco paralelo a la Playa Brava, hasta atravesar el arroyo Maldonado e ingresar a La Barra. Desde allí continúa paralelo a la costa hasta la Laguna Garzón donde finaliza dicho tramo.
Hasta diciembre de 2015, el cruce de la ruta 10 sobre la Laguna Garzón (límite entre los departamentos de Maldonado y Rocha), se realizaba a bordo de una balsa, lo que permitía el transporte de vehículos y personas entre ambas orillas de la laguna, aunque en septiembre de 2014 comenzó la construcción de un puente sobre la laguna, que se finalizó e inauguró el 22 de diciembre de 2015.

### Departamento de Rocha
Comienza en la orilla este de la Laguna Garzón y bordea la costa rochense uniendo los principales balnearios de este departamento, entre ellos La Paloma, La Pedrera, Cabo Polonio y Aguas Dulces. Este tramo finaliza en la ruta 16 en los accesos al balneario Aguas Dulces.
A la altura de la Laguna de Rocha, la ruta 10 se interna hasta desaparecer por completo entre los médanos que bordean el parque nacional Lacustre Laguna de Rocha, haciendo imposible el paso a todo vehículo que no sea 4X4.

### Detalle del recorrido según el kilometraje:

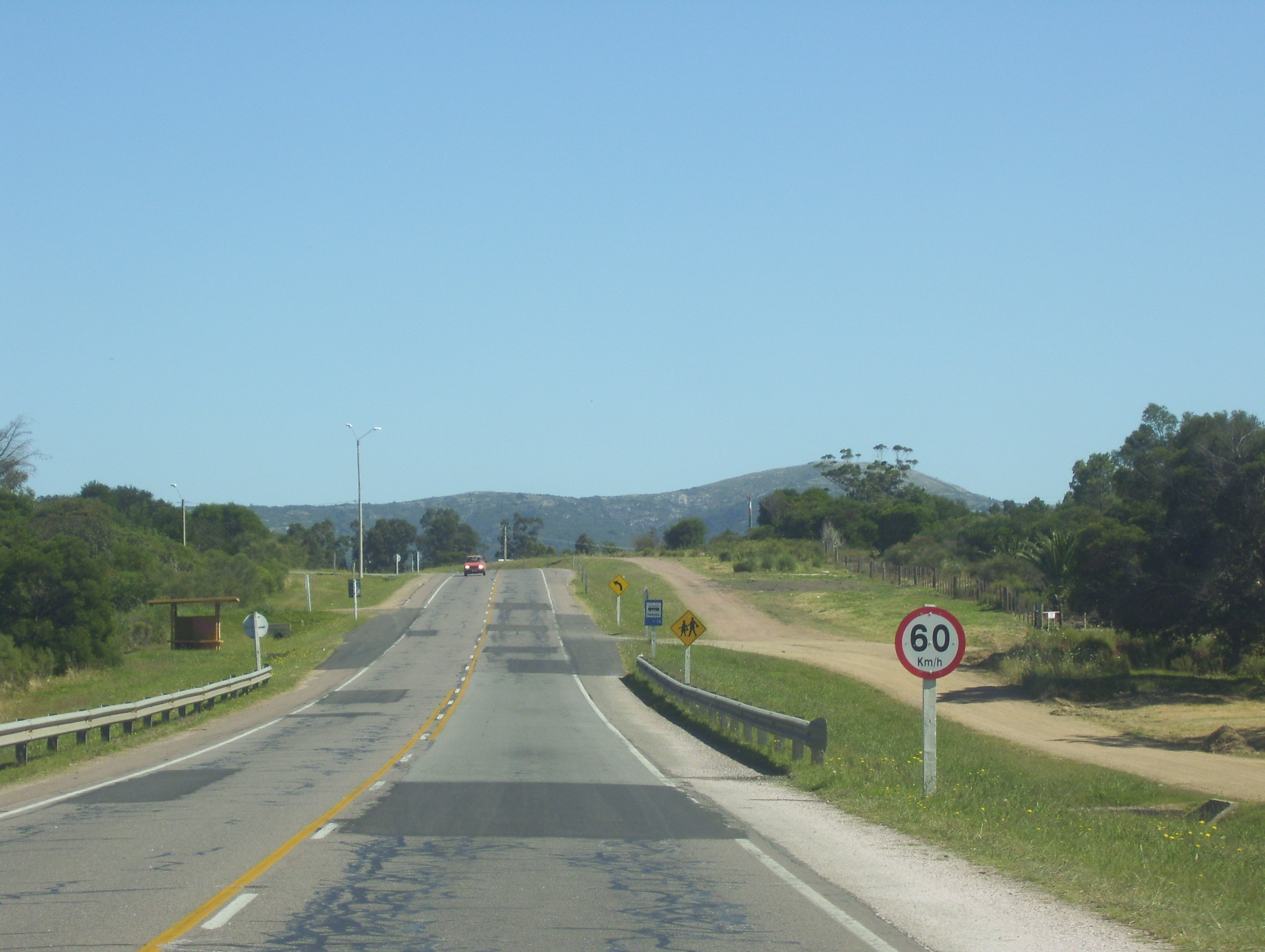
Ruta 10 en el departamento de Maldonado en 2012

### Maldonado
- km 85.000: extremo oeste del departamento de Maldonado: Balneario Solís
  - Por Calle Sauce y Av. Barreira accesos a ruta Interbalnearia.
- km 88.000: balneario Bella Vista.
- km 89.000: balneario Las Flores.
- km 90.000: empalme con ruta 71 a Estación Las Flores, ruta 73 y ruta 9.
- km 91.500: empalme con ruta 72 a ruta 73.
- km 92.000: balneario Playa Verde.
- km 93.500: balneario Playa Hermosa.
- km 95.000: balneario Playa Grande.
- km 96.500: ingreso a planta urbana: Piriápolis.
- km 98.000: empalme con ruta 37 a ruta 9.

La carretera continúa como camino departamental hasta San Francisco donde finaliza este tramo.
- km 115.200: la ruta 10 nace como continuación de la Ruta 93 a la altura del Arroyo El Potrero y coincide su trazado con la .
- km 118.000:
  - Norte: Ruta  a 
  - Sur: Portezuelo
- km 119.000: Extremo este: Ruta 38 (Camino Lussich), desde este punto es de jurisdicción departamental
  - Noreste: a Maldonado
  - Suroeste: acceso a Portezuelo
  - Este: Continúa como Av. Dr. Enrique Tarigo[9]

La carretera ingresa a Punta del Este, discontinúa su kilometraje hasta Manantiales.
- km 165.500:
  - empalme con ruta 104 a San Carlos y ruta 9.
  - Balneario Manantiales
- km 166.000: balneario El Chorro.
- km 168.000: balneario Buenos Aires.
- km 171.000: balneario Edén Rock.
- km 175.000: balneario  Santa Mónica
- km 180.000: laguna José Ignacio.
- km 181.000: playa La Juanita.
- km 183.000: José Ignacio.
- km 185.000: balneario Arenas de José Ignacio.
- km 190.000: puente de Laguna Garzón orilla oeste.

### Rocha
- km 191.000: acceso a puente de laguna Garzón orilla este.
- km 193.000: balneario El Caracol.
- km 208.000: camino a ruta 9.
- km 215.000: balneario Las Garzas.
- km 221.000: laguna de Rocha

Hasta la ruta 15 es camino departamental, se suspende kilometraje.
- km 223.000: empalme con ruta 15
  - Norte: a ruta 9 y Rocha
  - Sur: acceso a La Paloma, Costa Azul y La Aguada.
- km 224.500: acceso a balneario Antoniópolis.
- km 225.200: acceso a balneario Arachania.
- km 227.250: balneario Diamante de la Pedrera.
- km 228.000: balneario San Sebastián de la Pedrera.
- km 229.000: balneario La Pedrera.
- km 230.300: balneario Punta Rubia.
- km 232.000: balneario Santa Isabel de la Pedrera.
- km 233.350: acceso a Tajamares de la Pedrera.
- km 234.500: acceso a balneario San Antonio.
- km 240.000: acceso a El Palenque y Mar del Plata.
- km 244.500: acceso a balneario Pueblo Nuevo (San Bernardo de Rocha).
- km 250.500: playa Atlántica.
- km 255.000: balneario Oceanía del Polonio.
- km 265.000: acceso a Cabo Polonio.
- km 267.000: arroyo Valizas.
- km 272.000: acceso a Barra de Valizas.
- km 278.000: extremo este Empalme ruta 16.
  - Noroeste: a ruta 9 y Castillos.
  - Este: balneario Aguas Dulces.

## Obras

### Puentes sobre arroyo Carrasco
En julio de 2009 se inauguraron dos nuevos puentes que unen la Rambla de Montevideo con la rambla de Ciudad de la Costa (Ruta 10), que sustituyen al viejo puente.
Las obras abarcaron la construcción de los dos puentes de concreto, de 36 metros de largo y 10 de ancho cada uno, y el reacondicionamiento del cauce del arroyo. También se hizo la ampliación de calzadas entre el arroyo Carrasco y Avenida del Parque.

### Puente sobre arroyo José Ignacio
Se trata de la construcción de un nuevo puente insumergible sobre el arroyo José Ignacio, en el km 179 de la ruta 10. El proyecto demandó una inversión superior a los 60 millones de pesos, contemplando la construcción de un nuevo puente insumergible y la adecuación de sus accesos, de modo de levantar las restricciones de circulación y carga impuestas por el avanzado estado de deterioro del puente existente. El puente tiene una longitud de 124,90 metros, con una calzada de 10,20 metros de ancho. La superestructura del puente está constituida por cuatro vigas longitudinales pretensadas de 20 y 24 metros. Dicha obra fue inaugurada en enero de 2011.

### Nueva vía de la Ruta 10
El 23 de diciembre de 2011 el Ministerio de Transporte y Obras Públicas habilitó al tránsito la nueva vía sur de la ruta 10, en el tramo comprendido entre Avenida del Parque y la calle Ecuador (Ciudad de la Costa), obra que facilita el tránsito en la salida de Montevideo rumbo a la zona balnearia. La obra comprende un total de tres kilómetros, con dos carriles y 7.20 metros de ancho.